# Station Heilbronn Süd
Station Heilbronn Süd is een voormalig spoorwegstation in de Duitse plaats Heilbronn. Het station werd in 1900 geopend en in 2000 gesloten. 